# Ringelung

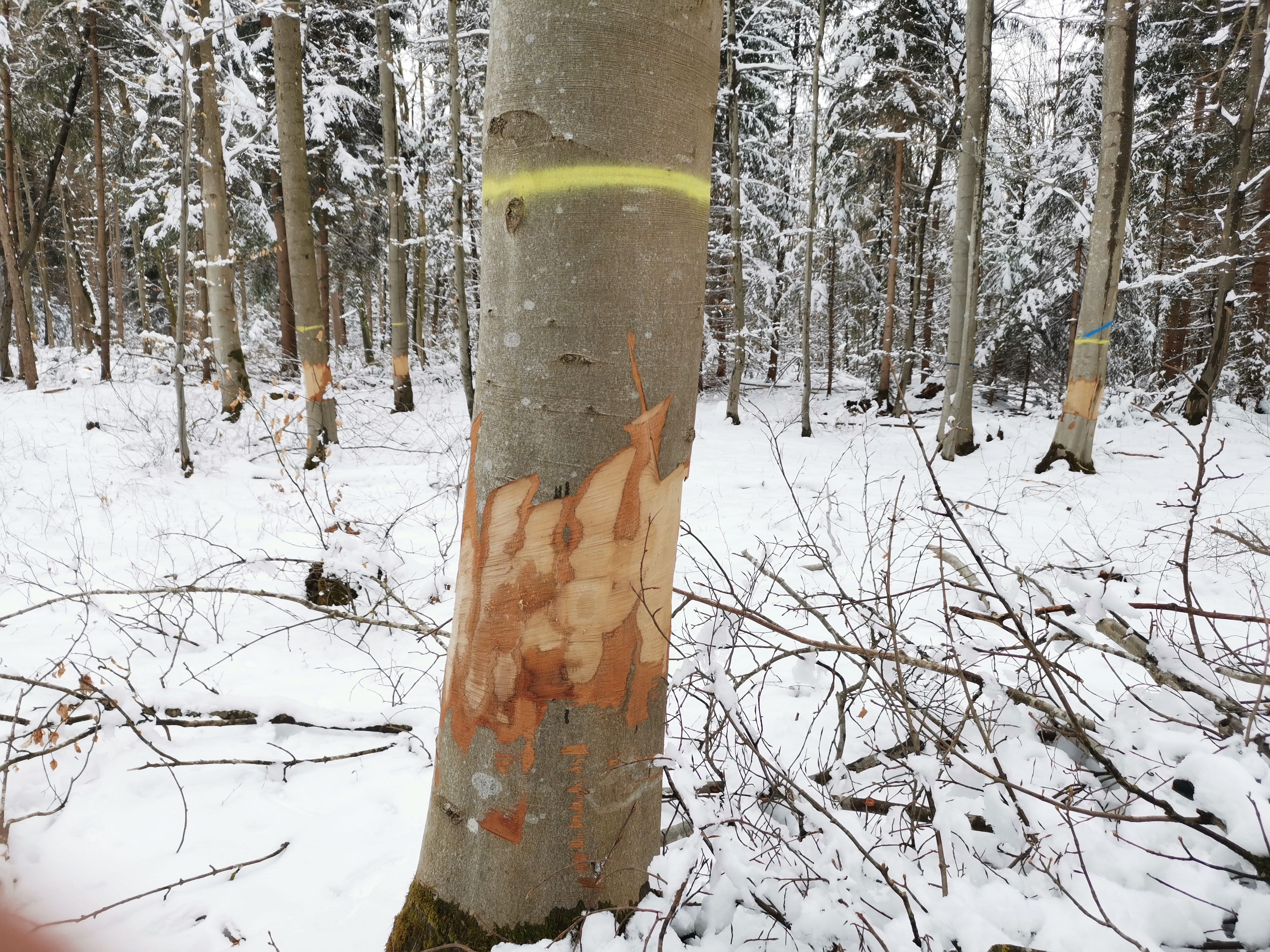
Ringelung junger Buchen im Landschaftsschutzgebiet Forst Kasten bei München

Von Ringelung oder Ringeln spricht man, wenn ein mehrere Zentimeter breiter Streifen der Rinde am unteren Teil des Stammes eines Baumes oder Strauches ringförmig entfernt wird. Hierbei wird der Saftstrom unterbrochen, das heißt der Transport der Assimilate zu den Wurzeln gestoppt. In der Folge stirbt der Baum in der Regel ab, insbesondere wenn die Rinde samt Kambium entfernt wurde und somit das Schließen der Wunde deutlich erschwert wird. Das Absterben eines Baumes kann sich über drei Jahre hinziehen, da die Versorgung der Krone mit Wasser und Mineralien weiter ungestört über das unverletzte, tiefer liegende Xylem erfolgt. Erst wenn die Wurzel aufgrund der fehlenden Assimilate abzusterben beginnt, treten die Notfruchtung oder das Absterben der Pflanze ein. Nach dem Schälen mit einem speziellen Messer werden Reste des Kambiums mit einer Drahtbürste entfernt.

## Ringelung in der Forstwirtschaft

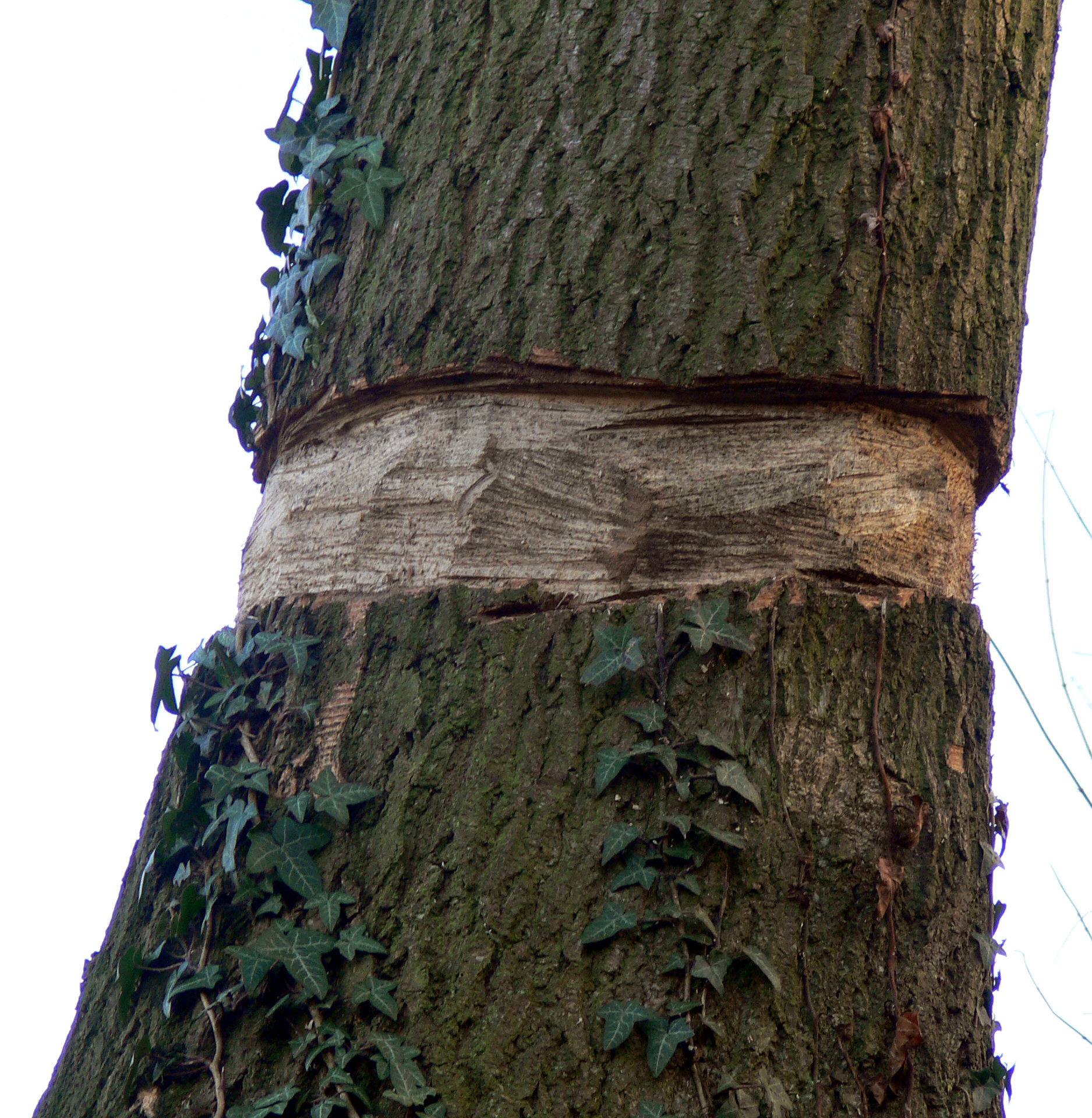
Ringelung im Parc de la Cidatelle (Bois de Boulogne)

In der Forstwirtschaft wird das Ringeln gezielt bei der Läuterung zur Entfernung unerwünschter Bäume eingesetzt. Anders als bei anderen Läuterungen bleiben die entnommenen Bestandesglieder als Totholz stehen. Da es sich um relativ junge und damit dünnere Stämme handelt, ist der positive Effekt für den Naturschutz nur bedingt vorhanden. Vorteile sind die zunächst erhaltene Struktur, die den Bestand gegen den Winddruck stabilisiert, und der geringere Personaleinsatz in kleineren Waldbetrieben, da mit der Motorsäge aus Sicherheitsgründen immer mindestens zwei Personen arbeiten müssen.
Außerdem kann durch Ringelung Stockausschlag vermieden werden, daher wurde die Methode wohl schon im Neolithikum für Rodungen, nach Funden wahrscheinlich im Zusammenhang mit Brandrodung, verwendet. Im großflächigen Schwendbau wie auch in der Röderwirtschaft war Ringeln gängige Methode.
Heute wird Ringelung bei der Bekämpfung von Robinien im Rahmen des Naturschutzes genutzt, da diese extrem zu Stockausschlag nach Schnitt neigt. Auch andere aus naturschutzfachlichen Gründen an bestimmten Stellen unerwünschte Arten, welche auf Abstocken mit Stockausschlag reagieren (z. B. Zitter-Pappeln), können derart bekämpft werden.
Nadelholz wird in der Regel nicht geringelt, da geschwächte Bäume Vermehrungsmöglichkeiten für Borkenkäfer bieten und somit eine Gefährdung des restlichen Bestandes darstellen. Die Ausnahme hierzu stellt eine Beobachtung zur erhöhten Widerstandsfähigkeit geringelter Fichtenstämme in der späteren Nutzung dar.

## Ringelung im Obstbau
Eine mittlerweile nur noch selten angewendete Methode, Obstbäume schneller zum Vollertrag zu zwingen, ist das Ringeln im Obstbau. Hierbei wird jedoch immer das Überleben der Pflanze angestrebt. Die entstehende Belastung und Verschiebung der Stoffflüsse verursacht eine Notfruchtung. Wenn der Baum dieses Stadium überstanden hat, hält sich der Entwicklungsstand des Vollertrages.
Die Ringelung wurde immer nur unvollständig eingesetzt. Ein etwa zwei Zentimeter breiter Rindensteg wurde erhalten, um das Absterben der gesamten Pflanze zu verhindern. Als alternative Methode konnte auch das Ringeln beziehungsweise Würgen mit einem Draht verwendet werden. Allerdings ist hierbei die Dosierung des noch zulässigen Druckes schwierig.
Beide Formen werden heutzutage kaum verwendet, einerseits machen die modernen Schnittmethoden diese Eingriffe überflüssig und andererseits sind die verursachten Wunden sehr abträglich für die Gesundheit und damit Lebensdauer des Baumes.

## Schädigung durch Tiere

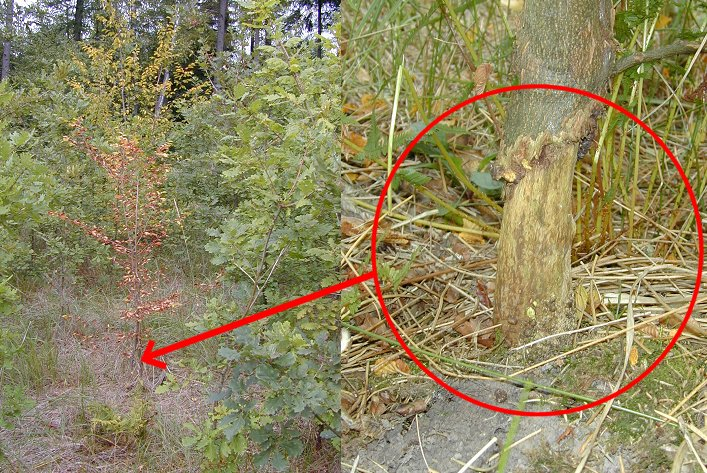
Der Hainbuche gelang es nicht, den Fraßschaden durch die Erdmaus zu überwallen.

Auch Fraßschäden können eine Ringelung verursachen, wenn das Kambium der Pflanze rundum zerstört wird. Derartige Schäden an jungen Pflanzen in der Forstwirtschaft werden häufig durch Mäuse (Erdmaus, Rötelmaus), Fichtenrüsselkäfer oder den Apfelbaumbohrer verursacht. Derselbe Effekt tritt auch auf, wenn Feldhasen und andere Tiere aus Futtermangel in harten Wintern die Rinde von Bäumen benagen (ein Problem insbesondere des Obstbaus). Schäl- oder Fegeschäden durch Wild können bei entsprechendem Ausmaß ebenfalls zum Absterben des Baumes führen.

## Sonstiges
Infektionen, die häufig durch Pilze verursacht werden, können ein ähnliches Schadbild hervorrufen.
Ein ähnliches Schadbild erhält man recht häufig, wenn die Führer von Motorsensen mit dem Nylonfaden besonders eng an die Stämme junger Bäume oder Sträucher heranwollen. Hierbei wird ebenfalls sehr oft über mehrere Zentimeter die gesamte, noch dünne Rinde abgeschlagen. Mit derartigen Mähfehlern werden frisch angepflanzte Heckenzüge unfreiwillig in Alleen verwandelt, da nur noch die vereinzelt gepflanzten, größeren Bäume mit ihrer stärkeren Rinde diese Behandlung überstehen, während alle kleinen Pflanzen spätestens im zweiten Jahr nach der Beschädigung absterben.